# Stanisław Golachowski
Stanisław Golachowski ps. Staś (ur. 12 grudnia 1907 w Cieszynie, zm. 10 stycznia 1951 w Łodzi) – polski muzykolog.
Absolwent Uniwersytetu Jagiellońskiego w 1934 otrzymał dyplom magisterski. W tym samym czasie uczęszczał do Konserwatorium Towarzystwa Muzycznego, gdzie uczył się gry na skrzypcach. Pracował w Ministerstwie Wyznań Religijnych i Oświecenia Publicznego (1936–1939) na stanowisku wizytatora szkół muzycznych. Po kampanii wrześniowej, w której brał udział jako oficer rezerwy, osiedla się w 1940 wraz z żoną, Stanisławą (pianistką i muzykologiem) we Włochach pod Warszawą. Dla zarobku pracuje jako szklarz i buchalter. W konspiracyjnych warunkach organizuje koncerty dla członków Związku Nauczycielstwa Polskiego i młodzieży szkolnej oraz dla środowiska skupionego wokół Instytutu Pracy prowadzonego przez Wacława Adamieckiego w Warszawie. Od 1946 profesor Państwowej Wyższej Szkoły Muzycznej i PWSF w Łodzi, od 1948 członek Polskiej Akademii Umiejętności.
W latach 1939–1945 zasłużył się zebraniem i uratowaniem większości autografów muzycznych i literackich Karola Szymanowskiego, opublikował: K. Szymanowski (1948, wyd. 2 1956), Akustyka muzyczna (1953), wspólnie z Mieczysławem Drobnerem. Był kierownikiem wydziału muzycznego Sekcji Polskiego Radia Delegatury Rządu na Kraj. Rok 1949 przynosi poważne pogorszenie zdrowia. W 1950 niemal nie opuszczał już szpitala. Chcąc zabezpieczyć los bezcennych zbiorów archiwum Szymanowskiego, na dwa miesiące przed śmiercią zwolnił się na własną odpowiedzialność z kliniki, by sporządzić szczegółowy inwentarz archiwum, chroniąc je w ten sposób przed grożącym mu rozproszeniem, była to jego ostatnia praca. Pochowany jest na Cmentarzu Powązkowskim w Warszawie. 